# دمية عسكرية
الدمية العسكرية (بالإنجليزية: Military dummy)‏ أو الشراك الخداعية هي معدات عسكرية مزيفة تهدف إلى خداع العدو وتمثل جانب واحد من الخداع العسكري.

## أمثلة
خلال الحرب العالمية الثانية، تم استخدام المطارات الوهمية وحتى المدن في إنجلترا لتحويل قاذفات القنابل الألمانية عن الأهداف الحقيقية.  في معركة لا سيوتا في عام 1944، أسقطت الطائرات الأمريكية مئات من المظليين الوهميين شمال لا سيوتا، فرنسا. كان الهدف من هذه العملية هو تحويل القوات الألمانية بعيدًا عن مناطق الهبوط الرئيسية لعملية دراغون. بالإضافة إلى ذلك، خلال الحرب العالمية الثانية، كانت عملية الثبات محاولة لتضليل الألمان فيما يتعلق بموقع إنزال النورماندي باستخدام معدات عسكرية وهمية.  

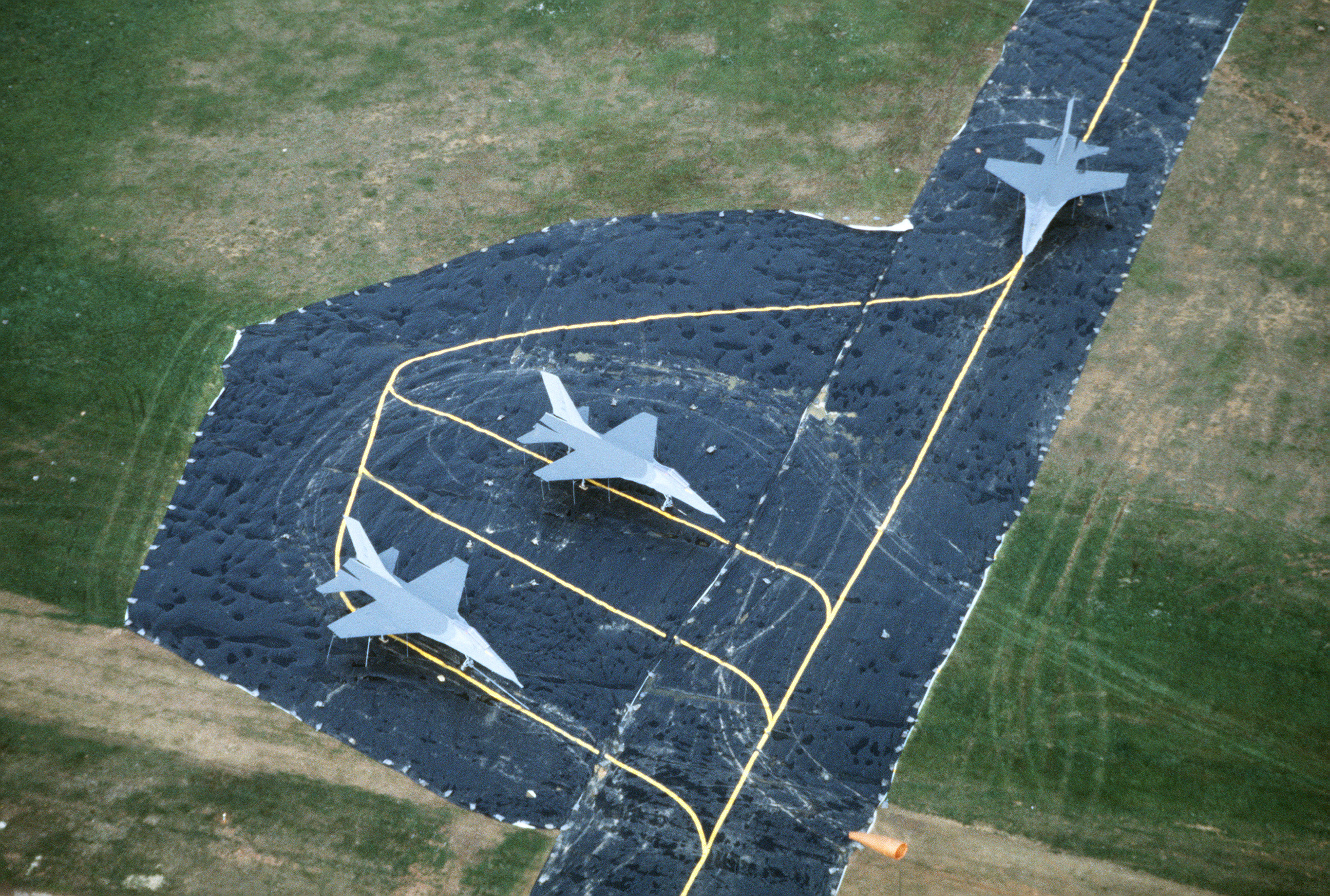
نماذج بالحجم الطبيعي لطائرات إف-16 على ممر وهمي في قاعدة سبانغدالم الجوية، 1985

ومن الأمثلة البحرية السفينة الحربية البريطانية إتش إم إس سنتوريون والتي كان قد عفا عليها الزمن ونزع سلاحها بسبب الحرب العالمية الثانية، ومع ذلك أمضت عامين في البحر الأبيض المتوسط مزودة بمدافع خشبية، لجعل القوات البحرية البريطانية في المنطقة تبدو أقوى مما كانت عليه. وبالمثل، كان "أسطول العطاء" هو الاسم الرمزي لعدد من السفن التجارية البريطانية المزودة بهياكل وهمية تشبه السفن الحربية. خلال أواخر الحرب الباردة، استخدمت مواقع صواريخ إس-200 في ألمانيا الشرقية رادارات بي آر في-9 المخصصة للكشف عن الارتفاع، والتي تم إلغاء خدمتها وتعديلها، كأجهزة تضليل للتشويش على عمليات جمع المعلومات الإلكترونية لحلف شمال الأطلسي. 

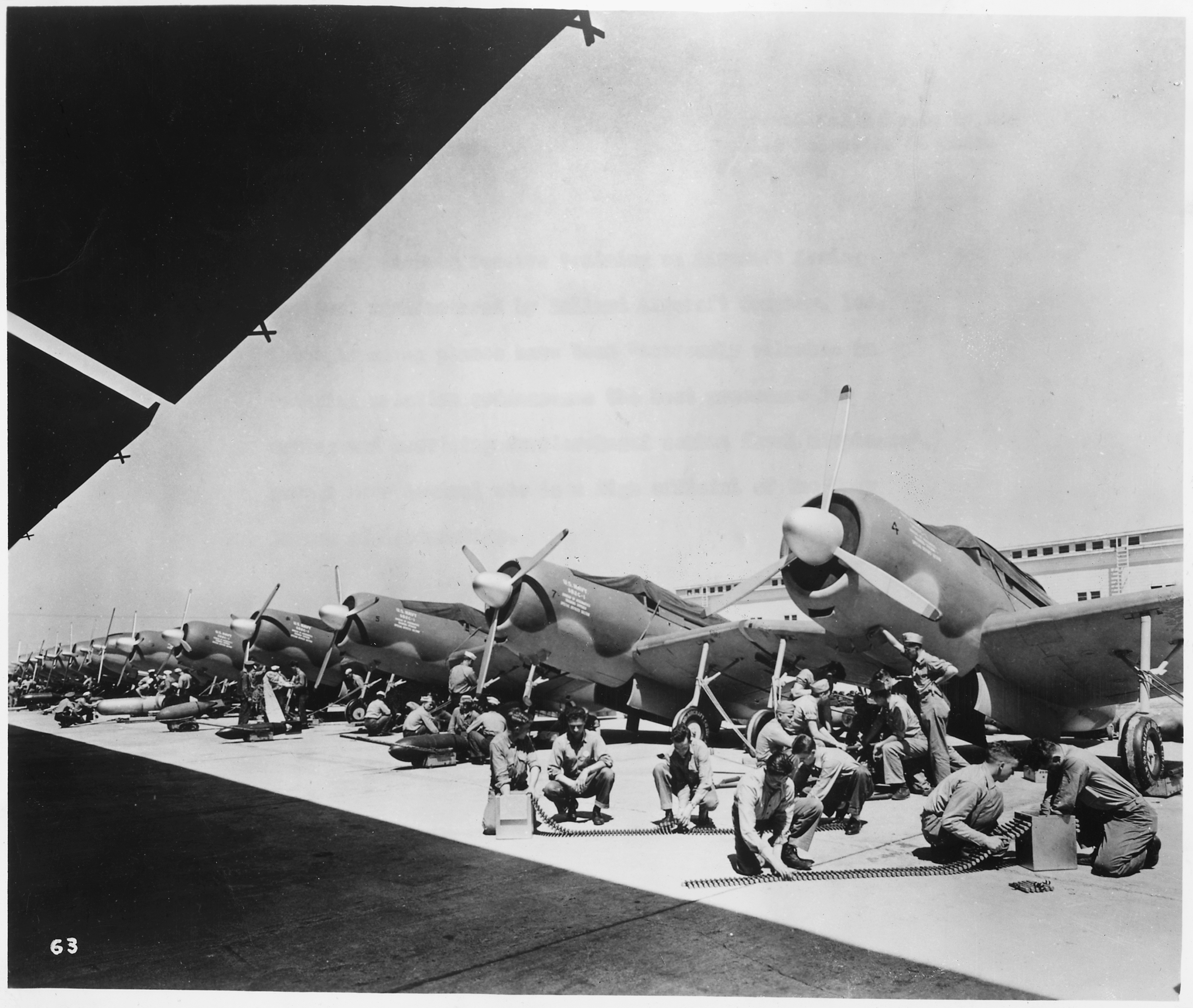
طائرة متماثلة وهمية استخدمتها البحرية الأمريكية لتدريب فنيي ذخائر الطائرات خلال الحرب العالمية الثانية

في حرب الخليج عام 1991، تم استخدام طائرات بي كيو إم - 74 سي شوكار بدون طيار كأفخاخ خداعية أثناء الهجمات الجوية الأولية على العراق. طارت مجموعة من الطائرات بدون طيار لمسافة تزيد عن 500 كيلومتر (310 ميل) بسرعة 630 كم/ساعة (390 ميلاً في الساعة)، ثم بدأت بالتحليق حول بغداد لمدة تصل إلى 20 دقيقة. اشتبكت رادارات الدفاع الجوي العراقية التي بحثت عن الطائرات بدون طيار مع طائرات الحلفاء التي أطلقت صواريخ إيه جي إم-88 هارم. 
أثناء حرب كوسوفو، ادعى الناتو أنه دمر أكثر من 100 دبابة صربية و200 ناقلة جنود مدرعة باستخدام ذخائر موجهة بدقة باهظة الثمن، في حين أن تقديرات مختلفة تشير إلى أن هذا الرقم أقل من ذلك بكثير. وبدلاً من ذلك، قيل إن المراسلين عثروا على العديد من بقايا الأفخاخ المصنوعة من الخشب والقماش، أو من مركبات خارج الخدمة.  
وفي روسيا، استمر مصنع مناطيد الهواء الساخن السابق في العقد الثاني من القرن الحادي والعشرين في تصنيع الدبابات الوهمية والطائرات ومنصات إطلاق الصواريخ ومحطات الرادار وقاذفات الصواريخ. تم تصميم الدمى القابلة للنفخ لتقديم صورة واقعية لرادارات العدو والتصوير الحراري. 
خلال الغزو الروسي لأوكرانيا، نجحت القوات المسلحة الأوكرانية في استخدام الدمى الخشبية على هيئة منظومات إم 142 هيمارس وهاوتزر 777 من تحويل مسار الضربات الصاروخية الروسية.  كما استخدمت روسيا خنادق وهمية مليئة بالمتفجرات لقتل الجنود الأوكرانيين.   
قد يطلق صاروخ باليستي عابر للقارات شراكًا خداعية بالإضافة إلى رأس حربي واحد أو أكثر.